# Menophra aborta
Menophra aborta là một loài bướm đêm trong họ Geometridae.